# マグノ
マグノ（Magno）のリングネームで知られるオスカー・バスケス（Oscar Vasquez、1984年8月17日 - ）は、アメリカ合衆国の覆面レスラー。テキサス州エルパソ出身のメキシコ系アメリカ人。

## 来歴

### インディー団体
1999年、10代前半で地元のエルパソより近かったメキシコのチワワ州シウダー・フアレスを拠点とするインディー団体でトレーニングを始め、同年にプロレスラーデビューを果たす。後にマスクマンルチャドールであるマグノ（Magno）としてシウダー・フアレスのインディー団体であるWrestling in Juarezを中心に活動。
2006年5月4日、TNAが開催するWorld X Cup 2006にチームメキシコの一員として参加。iMPACT!にてメジャー団体の参戦経験がなく当時は無名レスラー扱いであったがショッカーと組んでチームカナダ（エリック・ヤング & ジョニー・デバイン）と対戦して勝利した事から一躍評価を上げた。同月14日、PPVであるSacrifice 2006にてWorld X Cup 2006の決勝戦であるガントレットマッチに出場し、優勝するに至らなかったが新日本プロレスのメンバーであるチームジャパンと肌を合わせた。
2007年、NWA加盟団体であるNWAプロレスリング（NWA Pro Wrestling）やCHIKARA、ACW（Anarchy Championship Wrestling）に参戦。2008年8月31日、NWAの新加盟団体として旗揚げしたNWAメキシコに出場。インコグニートと対戦するが敗戦。この一戦をきっかけにインコグニートとはROH、PWR（Pro Wrestling Revolution）など団体の枠を超えて対戦を繰り広げた。
2010年6月、テレビ局のMTV2が新設したブランド番組であるLLUSA（Lucha Libre USA）に参戦。7月23日、RJブリュワーと対戦するが試合途中に反則攻撃された事によりDQ勝ちとなったがこの一件により抗争へと展開。2011年10月15日にマスカラ・コントラ・カベジェラを行い勝利し、ブリュワーの髪を剃った。3月よりロッキー・ロメロ、スーパー・ノヴァとラテン・リベレーターズ（The Latin Liberators）なるユニットを結成してアメリカ人ユニットであるザ・ライトと抗争を開始。7月30日にはキップ・ガンと対戦して勝利している。
LLUSA離脱後、2012年6月17日、地元であるエル・パソのインディー団体であるDelgado PromotionsのイベントであるK-Padre Festivalにてドクトル・ワグナー・ジュニアと組んでピラタ・モルガン & レイ・エスコルピオンと対戦して勝利。
2013年4月4日、TNAのiMPACT Wrestlingにて公開トライアウトであるガットチェックマッチを受けてアダム・ピアースと対戦。ポスト上から場外へのアサイ・ムーンサルトを見せてアピールするが敗戦し、合格するに至らなかった。2014年よりジョージア州を拠点とするインディー団体限定でミステル・アトランタ（Mr. Atlanta）として活動。2015年2月15日、Wrestling in El PasoにてNWA世界ウェルター級王座を保持するカッサンドロとボビー・ザハラの3人でトリプルスレット形式による王座戦にて勝利し、ベルトを奪取した。

### WWE
2015年4月13日、アメリカのメジャー団体であるWWEと契約を交わし入団。トレーニング施設であるWWEパフォーマンスセンターにて訓練を開始。11月13日、NXT Liveにてオスカー（Oscar）のリングネームでデビュー。ブル・デンプシーと対戦するが敗戦した。
2016年2月5日、WWEから解雇となる。

### インディー団体
WWE解雇後、2016年4月6日、メキシコの団体であるLLE（Lucha Libre Elite）のMiercoles Eliteにてアルゴスと組んでバリエンテ & ドラゴン・リーと対戦。最後にアルゴスがドラゴン・リーのマスクを剥ぎ取り反則負けとなった。

## その他
- インディー団体で使用したリングネームであるマグノは英語のMagnificent（マグニフィセント、素晴らしい）のスペイン語になる。

## 得意技
- シューティング・スタープレス

フィニッシャー。
- アサイ・ムーンサルト
- ムーンサルト・プランチャ

## 獲得タイトル
NWA
- NWA世界ウェルター級王座 : 1回